# 19 серпня
19 серпня  — 231-й день року (232-й у високосні роки) у григоріанському календарі. До кінця року залишається 134 дні.

## Свята і пам'ятні дні

### Міжнародні
- ООН: Всесвітній день гуманітарної допомоги
- Всесвітній день фотографії [джерело?]

### Національні
- Україна: День пасічника.
- Афганістан: День Незалежності (1919)
- В'єтнам: День революції (1945)
- Норвегія: День народження кронпринцеси Метте-Маріт.
- США: День авіації.

### Релігійні

#### Християнство
Католицизм
- День Святого Людовіка Тулузського, Єпископа і Принца з українського монаршого роду.
- День Святого Іоанна Еда.

Православ'я
- Мученика Андрія Стратилата і з ним 2593 мучеників.
- Мучеників Тимофія, Агапія і Фекли.

## Іменини
- Католики: Людвіг, Лев.
- Православні: Андрій, Тимофій.[1]

## Події
- 1562 — московити зазнали нищівної поразки від Великого князівства Литовського та Руського у Битві під Невелем.
- 1722 — наказний гетьман Павло Полуботок видав універсал, який забороняв зловживання світських і духовних можновладців та передбачав реформу судочинства.
- 1839 — уряд Королівства Франція проголосив дареготипію «подарунком світу», завдяки чому фотографія змогла стати загальнодоступною технологією — в обмін на відмову Луї Дагера і Ісидора, сина Нісефора Ньєпса (які натомість отримали від уряду довічну пенсію) від патентування винаходу.
- 1914 — створено керівний орган Українських Січових Стрільців — Українську бойову управу.
- 1919 — 1-й корпус Української Галицької Армії, ведучи наступ на Київ, здобув Бердичів.
- 1920 — 6-та стрілецька дивізія полковника Марка Безручка після численних сутичок з частинами 1-ї кінної армії Будьонного відійшла до Замостя і зайняла там оборону.
- 1936 — У Москві почався відкритий судовий процес над «об'єднаним троцкістсько-зінов'євським антирадянським центром».
- 1941 — головне командування румунської армії видало декрет про встановлення окупаційної адміністрації на частині території, раніше анексованої Українською РСР між Дністром і Бугом («Трансністрія») з центром у Тирасполі.
- 1943 — Президент США Ф. Рузвельт і прем'єр-міністр Великої Британії В. Черчилль підписали таємну угоду про співробітництво у створенні атомної бомби.
- 1945 — Президія Верховної Ради СРСР ратифікувала Статут ООН.
- 1955 — на околиці села Здовбиця під час блокади переважаючих сил КДБ — МВС не здався живим і загинув рівненський крайовий провідник ОУН Анатолій Маєвський «Уліян».
- 1960 — здійснено перший орбітальний політ живих істот з поверненням на Землю.
- 1982 — здійснено запуск космічного корабля «Союз Т-7», у складі екіпажу якого українець — Л. Попов.
- 1989 — парафія святих Петра і Павла у Львові (настоятель — о. Володимир Ярема) першою в Українській РСР вийшла з підпорядкування Російської Православної Церкви й оголосила себе частиною УАПЦ
- 1989 — у Хмельницькому відкрили пам'ятний знак, що увічнив пам'ять жертв репресій 1930—1940-х і початку 1950-х років
- 1990 — НДР прийняла конституцію ФРН.
- 1991 — Леонід Кравчук, Голова Верховної Ради УРСР, о 16:00 год. у виступі по українському телебаченні закликав українських громадян зберігати спокій і підкреслив, що надзвичайний стан Української РСР не стосується. Потім заявив про вихід із лав КПРС.
- 1992 — в Києві почав роботу I Всесвітній форум українців.
- 2017 — відкрилися 29-ті Ігри Південно-Східної Азії в Куала-Лумпурі (Малайзія).

## Народились
Дивись також Категорія:Народились 19 серпня
- 232 — Марк Анній Флоріан, римський імператор.
- 1398 — Іньєго Лопес де Мендоса, маркіз де Сантільян, кастильський поет, критик, літературний меценат, полководець і державний діяч. Батько іспанського гуманізму. Ввів в іспанську літературу жанр сонета. Автор першої іспанської поетики «Передмова і послання коннетаблю Португалії» («Proemio e carta al condestable don Pedro de Portugal»). Відомі твори: «Комедійка про понцу» («Comedieta de Ponza»), «Пекло закоханих» («Infierno de los enamorados»).
- 1631 — Джон Драйден, англійський поет, драматург, критик, байкар
- 1780 — П'єр-Жан Беранже, французький поет-демократ.
- 1871 — Орвелл Райт, один з братів Райтів, співвинахідник аероплана.
- 1883 — Габріель (Коко) Шанель, французька модельєрка, засновниця модного «Дому Шанель» в Парижі.
- 1901 — Марія Галич, українська письменниця.
- 1902 — Олесь Донченко, український письменник.
- 1924 — Віллард Бойл, американський фізик канадського походження, лауреат Нобелівської премії з фізики за 2009 «за розробку оптичних напівпровідникових сенсорів».
- 1928 — Борис Мірус, актор львівського драматичного театру імені Марії Заньковецької, народний артист України
- 1930 — Френк Маккурт, американський письменник, лауреат Пулітцерівської премії.
- 1965 — Марія де Медейруш, португальська актриса («Кримінальне чтиво», «Божественна комедія»).
- 1966 — Лі Енн Вомек, американська кантрі-співачка та автор пісень.
- 1971 — Василь Гулеурі, грузинський дитячий письменник, перекладач.
- 1973 — Марко Матерацці, італійський футболіст, захисник «Інтернаціонале».
- 1976 — Уку Агустін, індонезійська журналістка, письменниця та режисерка документальних фільмів.
- 1996 — Віталій Скакун, український військовик. Герой України.

## Померли
Дивись також Категорія:Померли 19 серпня
- 14 — Октавіан Август, римський імператор.
- 1506 — Олександр Ягеллончик, король Польський і Великий князь Литовський.
- 1580 — Андреа Палладіо, засновник архітектури класицизму і, ймовірно, найвпливовіший архітектор в історії західної цивілізації.
- 1632 — Валантен де Булонь, французький художник доби бароко.
- 1646 — Франческо Фуріні, італійський художник і поет доби бароко.
- 1657 — Франс Снейдерс, фламандський художник, майстер анімалістичних композицій та натюрмортів доби бароко.
- 1662 — Блез Паскаль, французький математик, фізик, літератор та філософ.
- 1753 — Бальтазар Нейман, німецький архітектор доби пізнього бароко.
- 1782 — Франческо де Мура, італійський живописець пізнього бароко.
- 1819 — Джеймс Ватт, шотландський математик та інженер.
- 1891 — Теодор Аман, румунський маляр і графік вірменського походження.
- 1905 — Адольф Вільям Бугро, французький живописець, представник академізму.
- 1913 — Михайло Комаров-Уманець, український бібліограф і фольклорист.
- 2002 — Едуардо Чільїда, іспанський скульптор, автор монументальних абстрактних робіт.

- 2020 — Борис Патон, Український вчений, президент АН України, Герой України.